# Luis Carlos Fuquen
Luis Carlos Fuquen Martínez (Iza; 1 de marzo de 1977) es un cantante y actor colombiano de cine, teatro y televisión. Ha participado en diversos proyectos tanto de televisión como de cine, entre los que se encuentran: Soñar no cuesta nada Esto es un revólver, Correo de inocentes, Cocaine Godmother.

## Biografía
Luis Fuquen nació en el pueblo de Iza, en el departamento de Boyacá. El menor de cinco hermanos, es egresado del ICBA de Tunja, para luego empezar sus estudios actorales en la Academia Charlot en Bogotá. Fue una vez egresado que empezó a conseguir sus primeros trabajos en comerciales de televisión y pequeñas apariciones en telenovelas colombianas, como fue en La viuda de la mafia. 

## Filmografía

### Televisión
| Año  | Título                             | Personaje          | Canal              |
| ---- | ---------------------------------- | ------------------ | ------------------ |
| 2023 | Rigo                               |                    | Canal RCN          |
| 2022 | Pasión de gavilanes                | Cosme Morales      | Telemundo          |
| 2022 | Arelys Henao: canto para no llorar | Don Kiko           | Caracol Televisión |
| 2022 | Te la dedico                       | Gregorio           | Canal RCN          |
| 2021 | Clave de Sol                       | Jeisson            | Canal 13           |
| 2020 | El robo del siglo                  | Ramiro Nuñez       | Netflix            |
| 2019 | Los Briceño                        |                    | Netflix            |
| 2019 | El general Naranjo                 | Dairo Correa       | Fox Premium        |
| 2019 | Las muñecas de la mafia 2          | Nicolas Contreras  | Caracol Televisión |
| 2019 | El final del paraíso               | Santos Castellanos | Telemundo          |
| 2016 | Sinú, río de pasiones              | Héctor Maya        | Caracol Televisión |
| 2015 | Diomedes, el Cacique de La Junta   | Chencho            | Canal RCN          |
| 2014 | La viuda negra                     | "Lokiño"           | UniMas             |
| 2014 | El Chivo                           |                    | UniMas             |
| 2013 | Mentiras perfectas                 | Martín             | Caracol Televisión |
| 2013 | El día de la suerte                | Caspa              | Canal RCN          |
| 2012 | Pobres Rico                        | Calixto (Policía)  | Canal RCN          |
| 2011 | Correo de inocentes                | Harold Mina        | Canal RCN          |
| 2010 | Amor sincero                       | Francisco          | Canal RCN          |
| 2009 | El penúltimo beso                  | Vladimir Campos    | Canal RCN          |

### Cine
| Año  | Título                      | Personaje             |
| ---- | --------------------------- | --------------------- |
| 2017 | Cocaine Godmother           | Fernando              |
| 2012 | Animalario (corto)          | Hyena & Paluche (voz) |
| 2010 | Esto es un revólver (corto) | Victor                |
| 2008 | Te amo Ana Elisa            |                       |
| 2008 | Paraiso Travel              |                       |
| 2006 | Soñar no cuesta nada        | Rodrigo Suárez        |